# Golden Hinde
Golden Hinde (2.198 m s.l.m.) è una montagna situata sull'Isola di Vancouver, nella provincia della Columbia Britannica in Canada.
È la vetta più elevata presente sull'Isola di Vancouver ed è localizzata nella catena montuosa delle Vancouver Island Ranges.
La montagna venne così battezzata in onore della nave di Sir Francis Drake, la Golden Hind.
La prima scalata registrata venne compiuta ad opera di Einar Anderson e W.R. Kent.